# Dresdner Sinfoniker

Dresdner Sinfoniker

Die Dresdner Sinfoniker sind ein Sinfonieorchester für zeitgenössische Musik. Das aus Mitgliedern verschiedener europäischer Orchester bestehende Ensemble arbeitet ausschließlich projektorientiert. Ein Schwerpunkt ihres Repertoires liegt auf der Musik verschiedener Regionen wie China, Lateinamerika, Mittelasien, der Türkei oder dem Nahen Osten. Zu den von ihnen auf- und uraufgeführten Komponisten zählen u. a. John Adams, Frank Zappa, John McLaughlin, Mark-Anthony Turnage oder Tan Dun. Darüber hinaus integrieren die Dresdner Sinfoniker häufig Elemente wie Licht, Video und genreübergreifende Musik (Crossover) in ihre Programme.

## Geschichte
Das Orchester wurde 1997 von Markus Rindt und Sven Helbig gegründet. Internationale Aufmerksamkeit brachte den Dresdner Sinfonikern 2003 die Veröffentlichung des Liederzyklus „Mein Herz brennt“ nach Texten und Musik der Band Rammstein. Der Komponist Torsten Rasch gab den Rocksongs zusammen mit dem Orchester einen neuen Klang. Für diese bei der Deutschen Grammophon erschienene CD erhielten die Dresdner Sinfoniker 2004 den ECHO Klassik.
2004 nahmen die Dresdner Sinfoniker mit den Pet Shop Boys einen neuen Soundtrack zu Sergei Eisensteins Stummfilm Panzerkreuzer Potemkin für die EMI auf. Das zugehörige Album erschien 2005 unter dem Titel Battleship Potemkin. 2006 produzierten sie die Hochhaussinfonie, bei der das Orchester zusammen mit den Pet Shop Boys auf den Balkonen eines Wohnblocks in der Prager Straße in Dresden spielte und von Jonathan Stockhammer aus einem Kran in 35 Metern Höhe dirigiert wurde.
2008 eröffnete Michael Helmrath mit dem „Ersten Ferndirigat der Welt“ das Jubiläumskonzert zum 10-jährigen Bestehen der Dresdner Sinfoniker. Inmitten von Londoner Straßenmusikern dirigierte er die Ouvertüre zu Star Wars, während die Musiker seinem Dirigat per Leinwand aus dem Kulturpalast in Dresden folgten.
2010 erlebte das multimediale Werk Hasretim – eine anatolische Reise des deutsch-türkischen Komponisten Marc Sinan im Festspielhaus Hellerau seine Uraufführung. Als Vorlage dienten ihm Filmdokumente anatolischer Volksmusiker, die er gemeinsam mit Markus Rindt im Nordosten der Türkei aufgenommen hatte. Die Dresdner Sinfoniker und Marc Sinan erhielten 2011 dafür den UNESCO Sonderpreis „Welthorizont“.
Das Ende des Maya-Kalenders am 21. Dezember 2012 war Anlass für ein Konzert in der Sächsischen Landesbibliothek Dresden, in der der Codex Dresdensis, eine der drei erhaltenen Mayahandschriften ausliegt. Dabei spielten die Dresdner Sinfoniker unter Leitung des mexikanischen Dirigenten José Areán Werke von Silvestre Revueltas und Enrico Chapela. Das Konzert wurde von Arte Live Web weltweit übertragen.
2013 waren die Dresdner Sinfoniker erstmals Gast bei MaerzMusik, dem Festival für aktuelle Musik der Berliner Festspiele.
Im April 2016 erhielt das Orchester durch das Musikprojekt „Aghet“ internationale Aufmerksamkeit. Der türkische Staat forderte von der EU-Kommission, die Förderung dieses Projektes einzustellen. Hintergrund ist, dass in „Aghet“ der türkischen Völkermord an Armeniern 1915 thematisiert wird. Das Werk wurde dennoch am 30. April im Festspielhaus Hellerau aufgeführt.
Das Orchester arbeitete u. a. mit dem Kronos Quartet, René Pape, Bryn Terfel, Katharina Thalbach, Peter Damm, Andreas Boyde und Peter Bruns zusammen. Konzertreisen führten die Dresdner Sinfoniker u. a. nach London, Athen, Madrid und Paris.
Das Ensemble erhielt 2000 den Kunstförderpreis der Stadt Dresden, 2017 den Sächsischen Initiativpreis für Kunst und Kultur. und 2021 den „Sonderpreis für Innovation und Experimentierfreude in Pandemischen Zeiten“ des Kultur-Invest-Kongresses.
Im Oktober 2024 stellten die Dresdner Sinfoniker bei einem Konzert im Kunst- und Kulturzentrum Hellerau die Roboter.Sinfonie vor, bei der die musikalische Leitung von einem dreiarmigen kollaborativen Roboter (Cobot) übernommen wurde. Das Projekt war das Ergebnis einer zweijährigen Zusammenarbeit von Markus Rindt und CeTI – Centre for Tactile Internet with Human-in-the-Loop, einem Exzellenzcluster der Technischen Universität Dresden.

## Dirigenten
- Michael Helmrath
- Jonathan Nott
- John Carewe
- Olari Elts
- Jonathan Stockhammer
- Eckehard Stier
- Andrea Molino
- José Areán